# 3492 Petra-Pepi
3492 Petra-Pepi је астероид главног астероидног појаса са средњом удаљеношћу од Сунца која износи 2,615 астрономских јединица (АЈ).
Апсолутна магнитуда астероида је 11,8.